# 210-та піхотна дивізія (Третій Рейх)
210-та піхотна дивізія (нім. 210. Infanterie-Division), також 210-та дивізія берегової оборони (нім. 210. Küste-Abwehr-Infanterie-Division) — піхотна дивізія Вермахту, що входила до складу німецьких сухопутних військ у роки Другої світової війни.

## Історія
210-та піхотна дивізія була сформована 10 липня 1942 року в IX військовому окрузі в Касселі, як дивізія спеціального призначення для виконання завдань берегової оборони.
Штаб дивізії був передислокований до фюльке Фіннмарк на півночі Норвегії для командування прибережними оборонними установками в Кіркенес, Вардьо, Вадсьо, Варангер-фіорд і Танафіорд. Дивізія підпорядковувалася командуванню 20-ї гірської армії та паралельно охороняла тил армії до тилової зони відповідальності армії «Норвегія».
Протягом 1943 року особовий склад дивізії залучався до проведення каральних операцій на окупованих норвезьких землях у пошуках партизанських груп, які керувалися з Радянського Союзу. У жовтні 1944 року дивізію вивели з Фіннмарка перед початком радянської Петсамо-Кіркенеської наступальної операції. До листопада 1944 року вона підпорядковувалася армійській групі «Нарвік» і відповідала за берегову оборону Гарстада, острови Лофотен і Вестеролен. Дивізія залишилася на цих позиціях до кінця війни.

## Райони бойових дій
- Норвегія, Фінляндія (липень 1942 — травень 1945)

## Командування

### Командири
- генерал-лейтенант Карл Вінтергерст (нім. Karl Wintergerst) (15 липня 1942 — 15 лютого 1944);
- генерал-лейтенант Курт Ебелінг (нім. Curt Ebeling) (15 лютого 1944 — 10 березня 1945);
- генерал-лейтенант Карл Гернекамп (нім. Karl Herneckamp) (10 березня — 8 травня 1945).

### Підпорядкованість
| Час      | Корпус        | Армія                    | Група армій (округ) | Штаб    |
| -------- | ------------- | ------------------------ | ------------------- | ------- |
| 1942     |               |                          |                     |         |
| вересень | гк «Норвегія» | 20 А                     | —                   | Петсамо |
| грудень  | XIX гк        | 20 А                     | —                   | Петсамо |
| 1943     |               |                          |                     |         |
| січень   | XIX гк        | 20 А                     | —                   | Петсамо |
| 1944     |               |                          |                     |         |
| січень   | XIX гк        | 20 А                     | —                   | Петсамо |
| 1945     |               |                          |                     |         |
| січень   | LXXI ак       | 20 А                     | —                   | Вардьо  |
| лютий    | LXXI ак       | Армійська група «Нарвік» | —                   | Вардьо  |

### Склад
| 1942                                                 | 1945                             |
| ---------------------------------------------------- | -------------------------------- |
| 661-й фортечний батальйон                            | 859-й фортечний піхотний полк    |
| 662-й фортечний батальйон                            | Штаб фортечної бригади «Лофотен» |
| 663-й фортечний батальйон                            |                                  |
| 664-й фортечний батальйон                            |                                  |
| 665-й фортечний батальйон                            |                                  |
| 837-й спеціальний береговий артилерійський полк      |                                  |
| 217-й танковий взвод трофейних танків                |                                  |
| 218-й танковий взвод трофейних танків                |                                  |
|                                                      | 210-та інженерна рота            |
| 3-тя рота зв'язку 67-го гірського батальйону зв'язку | 210-та рота зв'язку              |
| Допоміжні частини 210-ї дивізії                      |                                  |

## Нагороджені дивізії
|  | Кавалери Срібного Німецького Хреста | 1 |